# 福建生产建设兵团

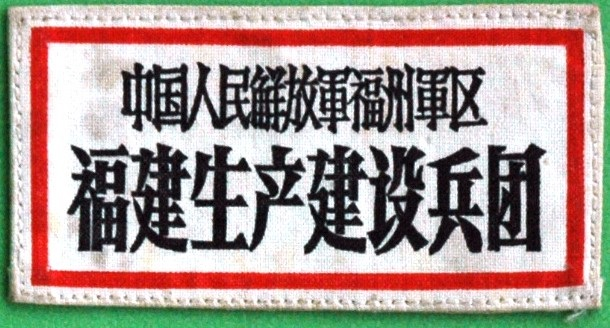
中国人民解放军福州军区福建生产建设兵团臂章

福建生产建设兵团，全称中国人民解放军福州军区福建生产建设兵团，成立于1969年12月7日，1974年11月撤销。兵团下辖4个师、21个团。

## 历史
1969年12月7日，国务院、中央军委批准组建中国人民解放军福州军区福建生产建设兵团。兵团以中国人民解放军派出的干部为各级领导骨干，并征集一批无军籍人员编组而成。司令员彭飞，政治委员熊兆仁，副司令员田贤成、田世兴、李干、宋家烈、杨尚堃，副政治委员李云诚、何庆宇，参谋长杨滨，政治部主任程力正。兵团机关驻沙县城关，1970年9月迁至南平市。1974年11月24日，中共福州军区委员会、中共福建省委通知，经国务院、中央军委1974年11月9日批准，撤销福建生产建设兵团。兵团所属单位自1975年1月1日起正式归福建省人民政府有关局领导。实际交接工作至1975年3月底完毕。

## 组织机构
- 司令部
- 政治部
- 后勤部
- 驻福州办事组

### 下辖师团
- 第1师（工矿），驻龙岩市东肖镇。
  - 第1团（潘洛铁矿）
  - 第2团（永定煤矿）
  - 第3团（龙岩红炭山煤矿）
  - 第4团（漳平煤矿及龙岩苏邦煤矿）
  - 第5团（福州八一钢铁厂）
  - 第6团（邵武煤矿）
  - 第7团（龙岩青草盂、黄斜劳改农场，南靖马山劳改农场）
  - 煤矿建井大队（煤矿建井公司）
- 第2师（农业），驻明溪县
  - 第8团（清流新垦劳改农场）
  - 第9团（明溪楼前劳改农场）
  - 第10团（宁化凉伞岗劳改农场）
  - 第11团（闽侯熔新机械厂、闽侯白沙劳改农场、仙游度峰糖厂和永安大洲后砖瓦厂）
- 第3师（林业），驻建瓯县
  - 第12团
  - 第13团
  - 第14团
  - 第15团
  - 第16团
  - 第17团
  - 南平大洲贮木场
  - 邵武贮木场
  - 邵武汽车保修厂
  - 师设计大队（原华东林业勘察设计院）
  - 南平森工医院
- 第4师（基本建设），驻永安县
  - 第18团（福建省第一建筑工程公司）
  - 第19团（省第三建筑工程公司）
  - 第20团（省第八建筑工程公司）
  - 第21团（交通部第三公路工程局一处）
  - 第22团（交通部第三公路工程局三处）
  - 第23团（省工业设备安装公司）
- 永安矿区（福建省永安矿区建设指挥部，1972年5月增设）
  - 永安加福煤矿
  - 东坑仔煤矿